# Yasser Núñez
Yasser Omar Núñez Munguía (29 agosto 1988) è un ex nuotatore nicaraguense, specializzato nello stile libero.

## Biografia
Rappresentò il Nicaragua ai Giochi olimpici estivi di Pechino 2008, dove ottenne il 75º tempo nelle batterie dei 50 m stile libero e a quelli di Londra 2012, in cui si classificò 51º nei 100 m stile libero.
Fu convocato ai mondiali del 2001, 2003, 2005, 2007, 2009 e 2011.
Partecipò ai Giochi panamericani di Santo Domingo 2003, Rio de Janeiro 2007 e Guadalajara 2011.